# III Августова Киренаикская когорта
III Августова Киренаикская когорта (лат. Cohors III Augusta Cyrenaica) — вспомогательное подразделение армии Древнего Рима, относящаяся к типу Cohors quingenaria equitata.
По одной из версий, данное подразделение было сформировано в эпоху правления императора Октавиана Августа из жителей провинции Киренаика. В эпоху ранней империи когорта дислоцировалась в провинции Мезия и, вероятно, примерно в 62 году вместе с V Македонским легионом была передислоцирована на восток Римской империи. Некоторое время она находилась в Сирии, но покинула её до 88 года.
Согласно военному диплому, датированному 101 годом, когорта находилась в рассматриваемое время в провинции Каппадокия. В 135 году она участвовала в походе Арриана против аланов. Последнее упоминание когорты относится к периоду 180—199 годов.